# Niemandsland (1931)
Niemandsland ist ein deutscher Antikriegsfilm aus dem Jahre 1931 von Victor Trivas.

## Handlung
Der als Allegorie auf die Sinnlosigkeit des Krieges gestaltete Film erzählt das Schicksal von fünf Männern aus fünf unterschiedlichen Ländern. Die Geschichte wird eingeführt mit Szenen aus dem Privat- und Berufsleben der handelnden Personen: ein deutscher Tischler, ein britischer Offizier, ein französischer Fabrikarbeiter, ein schwarzer Varietétänzer und ein jüdischer Schneider. Sie alle sind unterschiedlicher Herkunft und haben als Privatmenschen nur wenig gemein.
Während des Ersten Weltkriegs finden sich alle fünf Versprengten in einem Unterstand im Niemandsland zwischen den Fronten wieder: Während um sie herum der Krieg tobt und links und rechts von ihnen Granaten einschlagen, nähern sich die fünf Männer, deren Schicksal aus Feinden Verbündete im Kampf ums nackte Überleben gemacht hat, allmählich einander an. Einer von ihnen, der jüdische Schneider, hat nach einem kriegsbedingten Schock die Sprache verloren. Der afrikanische Soldat dient den Männern als Dolmetscher.			
Bald ist man sich über alle nationalen Chauvinismen, Religionen und Hautfarben hinweg über die Absurdität des Krieges einig. Ihr Unterstand, der Schützengraben, den sie als letzten Zufluchtsort gegen den Beschuss durch Freund und Feind errichtet haben, wird zu einer winzigen Oase des Friedens, den sie erst wieder verlassen, als sie die Nachricht vom Waffenstillstand erreicht. Symbolhaft für das Entfernen alles Trennenden zwischen den Völkern ist ein Drahtverhau zwischen den Kombattanten, den diese schließlich entfernen – eine Geste für den Neubeginn der verfeindeten Völker.

## Produktion
Der Film gilt als einer der bedeutendsten deutschen Antikriegsfilme. Produziert wurde das Werk von einer kleinen deutschen Filmgesellschaft in Frankreich (Bal Musette) und in London (die großen Straßenszenen). Die Idee zu Niemandsland lieferten Leonhard Frank und Trivas.
Regisseur Trivas definierte seine Intention wie folgt: „In Niemandsland ging es mir nicht darum, die Greuel des Krieges, sondern seine grausame Sinnlosigkeit bloßzustellen. Wenn Feinde, der Atmosphäre des Massenwahnsinns entronnen, auf einem Fleckchen Erde zwischen den Fronten zusammentreffen werden, dann werden sie auch die gemeinsame Sprache einfacher menschlicher Gefühle finden. Das wäre doch wohl die aufschlußreichste Anprangerung des Krieges.“
Niemandsland wurde am 10. Dezember 1931 in Berlins Terra-Lichtspiele uraufgeführt.
Aufgrund seiner stark pazifistischen Tendenz wurde der Film von deutsch-nationaler und nationalsozialistischer Seite von Anbeginn massiv attackiert. Unmittelbar nach der Machtübernahme durch Adolf Hitler, am 22. April 1933, wurde der Film von der NS-Filmprüfstelle verboten. Die Nationalsozialisten versuchten, aller im Reich vorhandenen Kopien habhaft zu werden, um sie im Anschluss daran zu vernichten.
19 Tage vor dem Verbot in Deutschland, am 3. April 1933, wurde der Film unter dem Titel Hell on Earth erstmals in den USA gezeigt.
Die Schauspieler Ernst Busch und Louis Douglas liefern auch die Gesangsnummern, darunter Der heimliche Aufmarsch.

## Kritiken
Die zeitgenössische wie die Nachkriegskritik widmete dem ungewöhnlichen Film größte Aufmerksamkeit.
Felix Scherret schrieb in der Abendausgabe des Vorwärts: „Ein Kriegsfilm, der das Thema aus neuer Perspektive sieht. Entscheidend bleibt hier nicht die Handlung, sondern die Übertragung der Idee ins Bildhafte, ein Vorgang, der dem Regisseur Trivas restlos glückte. […] Die Technik der schnellen Überblendung und Montage, die der stumme russische Film meisterte, ist hier auf den Tonfilm übertragen worden. Trivas legt den Hauptakzent auf das Bild. Wort, Geräusch und Musik dienen nur der Untermalung und Ausdeutung. Der Film ist in erster Linie Film und nicht photographiertes Theater. Allerdings erreicht Trivas noch nicht letzte künstlerische Geschlossenheit, da er am Schluß breit naturalistisch wird und im Tempo nachläßt.“
Ludwig Marcuse verwies in der Vossischen Zeitung auf die Ähnlichkeit der Grundkonstellation zu G. W. Pabsts Film Kameradschaft: „Auch dieser Film könnte Kameradschaft heißen. Auch dieser Film ist – wie der Bergwerks-Film Kameradschaft – eine Verherrlichung der natürlichen Solidarität künstlich getrennter Menschengruppen. Und auch dieser Film zeigt weniger die Ursachen der Trennung als das ferne, im Film so nahe Bild des Zusammenschlusses. […] Aber die Gelegenheit, die hier gegeben war, die Trennungen darzustellen und überzeugend aufzuheben – diese Gelegenheit wurde in einer einzigen kleinen Episode nicht befriedigt. Es genügt aber nicht, das Ideal der Einigkeit zu zeigen; man muß vorher die gewaltigen Mächte des in den einzelnen hineingepflanzten Hasses aufmarschieren lassen, um sie zu schlagen.“
Heinz Lüdecke urteilte in dem kommunistischen Blatt Die Rote Fahne aus der antikapitalistischen und klassenkämpferischen Perspektive: „Man muß an diesen neuesten Antikriegsfilm einen anderen Maßstab anlegen als an die üblichen „pazifistischen“ Filme. Die Verfasser von Niemandsland sind ohne Zweifel einen Schritt weiter gegangen, der sie bisweilen so nahe an die revolutionäre Lösung der Kriegsfrage heranführt, daß wir berechtigt sind, gerade von ihnen „ganze Arbeit“ zu fordern. Die aber ist nicht geleistet worden: man erfährt nichts über die Ursachen des imperialistischen Krieges, und man vermißt jeden Hinweis auf aktuelle Vorgänge, auf das Wettrüsten zu einem neuen Kriege, auf die Abrüstungslüge. Mag sein, der Film ist aus Rücksicht auf die Zensur oder aus anderen taktischen Erwägungen unklarer geworden, als die Autoren selbst es gewünscht hätten. Wir können uns jedoch nur an den fertigen Film halten und an die Wirkung, die von ihm ausgeht. Hiernach ist eine sehr unzureichende, weil nur gefühlsmäßige Ablehnung des Krieges festzustellen, die – zum Unterschied von vielen anderen Kriegsfilmen – sowohl eine pazifistische als auch eine revolutionäre Deutung zuläßt.“
Jerzy Toeplitz schreibt in seiner Geschichte des Films: „Niemandsland ist ein pazifistisches Werk, das sich aber sowohl durch die Art, wie es das Thema auffaßt, als auch durch die Aufnahmetechnik von der Serie der Kriegsfilme unterscheidet, die mit Westfront 1918 von Pabst und der Bearbeitung von Remarques Roman eingeleitet worden war.“ Trivas „zeigt kein Panorama, sondern eine Synthese des Krieges, dabei keines konkreten, sondern eines abstrakt aufgefaßten Krieges. Die handelnden Personen im Film sind keine Individuen, sondern Symbole, daher sind die individuellen Tragödien nur leicht skizziert und dienen als Hintergrund für das Drama.“
In Reclams Filmführer heißt es: „Der Drahtverhau wird hier zum Symbol des Kriegerischen, des Trennenden; die karge Handlung hat eigentlich nur Beweischarakter. Sie soll zeigen, wie schnell menschliches Verständnis entsteht, wenn man die gegenseitigen Erwartungen und Bedürfnisse versteht. Der Film will allerdings nicht nur an das Gefühl, sondern auch an die Einsicht appellieren.“
Buchers Enzyklopädie des Films nimmt Bezug auf die beiden Ebenen des Films: „In der Gegenüberstellung der beiden Teile erscheint der Film mitunter als etwas zu aufdringlich und eindeutig; andererseits hat aber Trivas in der Figur des „Unbekannten Soldaten“, der durch einen Schock die Sprache verloren hat, wiederum Akzente gesetzt, die die Glaubwürdigkeit des Werkes stark unterstreichen und die Botschaft des Filmes auch heute noch wirken lassen.“
In Kay Wenigers 'Es wird im Leben dir mehr genommen als gegeben' ist in der Biografie zu Trivas zu lesen: „Schlagartig bekannt machte ihn seine zweite Inszenierung, der kompromisslose Antikriegsfilm „Niemandsland“, dessen streng pazifistische Botschaft die Öffentlichkeit in zwei Lager aus glühenden Bewunderern und hasserfüllten Verächtern spaltete.“
Das Lexikon des Internationalen Films schreibt: „Als Zeitdokument und filmhistorisches Material von bleibendem Interesse.“